# پنیکوک
latitudeپنیکوکlongitudeپنیکوک
پنیکوک (به انگلیسی: Penicuik) یک منطقهٔ مسکونی در اسکاتلند است که در میدلودین واقع شده‌است.

## خصوصیات
پنیکوک ۱۵٬۹۲۶ نفر جمعیت دارد.

## خواهرخوانده
شهر L'Isle-sur-la-Sorgue خواهرخواندهٔ پنیکوک هست.